# Bermuteo avivorus
Bermuteo · Buse des Bermudes
Genre
Espèce
Statut de conservation UICN

 EX : Éteint
Bermuteo avivorus, la Buse des Bermudes, unique représentant du genre fossile Bermuteo, est une espèce fossile d'oiseaux de la famille des Accipitridae.

## Classification
Le genre Bermuteo et l'espèce Bermuteo avivorus ont été décrits en 2008 par l'ornithologue américain Storrs L. Olson (1944-2021),,.

### Fossiles
Selon Paleobiology Database en 2023, le nombre de fossiles référencés est de quatre : 
- Quaternaire : quatre collections des Bermudes

## Distribution
La Buse des Bermudes habitait l'île des Bermudes où elle est enregistrée dans les archives fossiles. On pense que cela explique un rapport d'observations de rapaces fait sur l'île en 1603 par Diego Ramírez, qui mentionne leur possible apprivoisement insulaire par « de très beaux éperviers, si stupides que nous les avons même matraqués ».

## Extinction
L'espèce n'était apparemment pas présente en 1623, lorsque le capitaine John Smith nota qu'il n'y avait que des rapaces migrateurs aux Bermudes. Sa date d'extinction n'est pas connue mais est présumée avoir suivi l'établissement humain sur l'île au 17e siècle et peut avoir été due à la chasse et à l'introduction d'espèces envahissantes, telles que les cochons sauvages.

## Étymologie
Le nom générique, Bermuteo, est la contraction de Bermudes et Buteo, le genre propre aux buses.
L'épithète spécifique, avivorus, dérive du latin avis, « oiseau », et vorus, « qui se nourrit de ».

### Publication originale
- [2008] (en) Storrs L. Olson, « A New Genus and Species of Buteonine Hawk from Quaternary Deposits in Bermuda (Aves: Accipitridae) », Proceedings of the Biological Society of Washington, Washington, Biological Society of Washington (d), vol. 121, no 1,‎ avril 2008, p. 130-141 (ISSN 0006-324X et 1943-6327, OCLC 1536434, DOI 10.2988/07-27.1).